# Troy (Idaho)
Troy is een plaats (city) in de Amerikaanse staat Idaho, en valt bestuurlijk gezien onder Latah County.

## Demografie
Bij de volkstelling in 2000 werd het aantal inwoners vastgesteld op 798.
In 2006 is het aantal inwoners door het United States Census Bureau geschat op 735, een daling van 63 (-7,9%).

## Geografie
Volgens het United States Census Bureau beslaat de plaats een oppervlakte van
2,1 km², geheel bestaande uit land. Troy ligt op ongeveer 758 m boven zeeniveau.

## Plaatsen in de nabije omgeving
De onderstaande figuur toont nabijgelegen plaatsen in een straal van 24 km rond Troy.